# Zselickisfalud
Zselickisfalud község Somogy vármegyében, a Kaposvári járásban.

## Fekvése
Zselickisfalud Kaposvártól délre, a zselici dombság egyik erdőkkel körülvett völgyében, a Zselicségi Tájvédelmi Körzet határán helyezkedik el.

## Címere
Címere beszédesen őrzi a település múltját. A tölgyfaág, a koronával ékesített halmok az erdő borította zselici dombokat jelképezik. A központi helyen ábrázolt vadkan rajza részben a térség gazdag nagyvad állományára, részben a hajdani királyi kanászok makkoltatásos sertéstartására utal. A címer homlokában lévő méhek és a méhkas az ősidőktől hagyományos méhészkedést jelképezik: a település területén lévő (ma már megszűnt) Márcadópuszta a nevében is megőrizte a méztized fizetésének kötelezettségét.

## Története
Zselickisfalud a környéki lakok és házak között csendesen települt meg a királyi népek néhány családjából. Patakok között, erdők által körülvett település.
A községtől keletre fekvő Várhegyen honfoglalás kori erődítés sáncmaradványai találhatóak. Írásos emlékek bizonyítják, hogy Zselickisfalud már a 13. században lakott volt. Ősidőktől hagyományos itt a méhészkedés, itt éltek a hajdani királyi méhészek és a kanászok is. A falu területén volt a középkorban Márcadópuszta, mely a nevében is megőrizte a márc-tized fizetésének kötelezettségét.
1339 a legrégebbi évszám, mikor először bukkan fel „Kis Folud”, a mai Zselickisfalud ősének a neve. Ekkor Baranya vármegyéhez tartozott. A török idők után fennmaradt legrégibb összeírás 1691-ben készült a kaposvári várhoz tartozó Esterházy birtokról. A császári kamarai tiszttartó a faluban senkit sem talált. A már a Hunyadiak korában ismert birtokos Dersffy család földbirtokából alapozta meg 1611-ben gróf Esterházy Miklós az Esterházyak Somogy vármegyei nagybirtokát. Az Esterházy-hitbizományt 1695-ben alapította Esterházy Pál herceg. 1695-ben a kaposvári tiszttartó végzett egy összeírást. Ő már tíz adózásra alkalmas családot talált Zselickisfaludon, akiket név szerint feljegyzett.
1703-ban kezdetét vette a Rákóczi-szabadságharc, ősszel már a Balaton déli partján is megjelentek a kuruc huszárok, ettől kezdve Somogy vármegye is hadak járta terület lett. 1704-ben a kurucokkal szemben az osztrákok rácokat szabadítottak rá a megyére, akik szörnyű pusztításokat okoztak a Zselicségben.
1715. évi országos összeírása alkalmával 10 háztartását, 1720-ban pedig 14 háztartását írták össze, amikor is a falu gróf Esterházy Józsefé volt. II. József 1784-1787. évi rendelete nyomán tartott népszámlálás 476 főben állapította meg a falu lakosságát. 1848 forradalma a községben 52 jobbágyháztartást, l zsellérháztartást, valamint 2 házatlanzsellér-háztartást szabadított fel. A felszabadított jobbágytelkek száma: 27 1/4, a zsellértelek száma: l. Az úrbéri birtokrendezés 1860-ban egyezség alapján történt. A kisfaludi körjegyzőség székhelyét 1877-ben Szennára helyezték át, majd 1888-1889-ben a körjegyzőség székhelye ideiglenesen újból Kisfalud volt. A falu 1909-ben kapta a Zselickisfalud nevet.
Az első világháborúban a legsúlyosabb áldozatot a paraszti gazdaságok szenvedték. Közülük került ki a temérdek hősi halott és a hadifoglyok többsége. Zselickisfaludon a világháborúba bevonult katonák száma 280, hadiözvegyeké 16, a hadiárváké 3.
Gazdasági szervezet már a századforduló előtt is alakult: a Zselickisfalud–Szilvásszentmárton–Patca Községi Hitelszövetkezet, amelyhez 1920-ban társult a Hangya Fogyasztási és Értékesítési Szövetkezet. Az egyesületi életet a kor megszokott csoportjai jelentették: Gazdakör, Polgári Lövészegylet, Levente Egyesület.
A második világháborút követően Zselickisfalud szinte valamennyi családjában gyászoltak férjeket, apákat, fiúkat, testvéreket, rokonokat, ismerősöket, akik meghaltak a hazáért. Emellett a zsidóüldözések idején hét embert deportáltak a településről.
A községet 1944. december 2-án foglalták el a szovjet csapatok. A termelőszövetkezet szervezés már az ötvenes évek első felében megindult. 1952-től 1956-ig működött az Új Élet mezőgazdasági termelőszövetkezet. 1956-ban itt is megszerveződött a Községi Munkástanács. A forradalom leverése után a termelőszövetkezetet ismét megszervezték, majd az 1970-es évek elején ezt összevonták a szomszéd települések mezőgazdasági üzemeivel, így Szenna központtal létrejött a Zselic Táj MGTSz.
A faluban egy római katolikus és egy református elemi népiskola működött egy-egy tanítóval, egy-egy tanteremben. A zselickisfaludi református egyház történetére vonatkozóan csak a 18. század elejétől kezdve vannak adataink. Ekkor már mint református prédikátort tartó gyülekezet szerepel. Anyaegyházzá a 18. században léphetett elő. Az összeírások szerint Zselickisfalud anyaegyházához Patca és Szilvásszentmárton leányegyházak voltak beosztva. A katolikusok száma csak a 19. században kezdett nőni, de templomuk még később, 1953-ban készült el.
1900-ban még 844-en lakták, ez a szám 1910 már csak 773 volt. A falu népessége az 1960-as évektől csökkenni kezdett; ezt a folyamatot az iskolakörzetesítés (Kaposvárra) tovább fokozta. A falu népessége – jelenleg 300 fő alatti – a századforduló óta folyamatosan csökken, mivel erős volt az elvándorlás és ezt a vidéket is jellemezte az egykézés, illetve az elöregedés.
A falu házainak 95%-a vezetékes ivóvízzel ellátott, és több mint felében telefon is van. A lakosok egyik legfontosabb célja a gáz- és a szennyvízhálózat kiépítése. A lakosságnak hagyományosan a mező- és erdőgazdálkodás, valamint a helyi ipari vállalat nyújt munkalehetőséget, de sokan járnak Kaposvárra is dolgozni. Az általános iskolás gyerekek a szomszédos Szenna község iskolájában tanulnak.
A falu főterén (2000. év óta Hősök tere) álló régi épületben kapott helyet a faluház terme, a Polgármesteri Hivatal kis irodája és az orvosi szoba.

## Közélete

### Polgármesterei
- 1990–1994: Zóka Tibor (független)[4]
- 1994–1998: Zóka Tibor (független)[5]
- 1998–2002: Zóka Tibor (független)[6]
- 2002–2006: Zóka Tibor (független)[7]
- 2006–2010: Zóka Tibor (független)[8]
- 2010–2014: Horváth Tibor (független)[9]
- 2014–2019: Horváth Tibor (független)[10]
- 2019–2024: Horváth Tibor (független)[11]
- 2024– : Pálné Csikós Ildikó (független)[1]

## Népesség
A település népességének változása:
| Lakosok száma | 256  | 247  | 241  | 244  | 233  | 235  | 215  |
|               | 2013 | 2014 | 2015 | 2021 | 2022 | 2023 | 2024 |

A 2011-es népszámlálás során a lakosok 95,4%-a magyarnak, 7,7% cigánynak, 0,4% horvátnak, 0,4% németnek mondta magát (4,6% nem nyilatkozott; a kettős identitások miatt a végösszeg nagyobb lehet 100%-nál). A vallási megoszlás a következő volt: római katolikus 46,5%, református 18,8%, evangélikus 0,8%, görögkatolikus 0,4%, felekezeten kívüli 23,1% (10,4% nem nyilatkozott).
2022-ben a lakosság 91%-a vallotta magát magyarnak, 3% cigánynak, 0,4-0,4% németnek, szlovénnek, lengyelnek és bolgárnak, 1,7% egyéb, nem hazai nemzetiségűnek (8,2% nem nyilatkozott; a kettős identitások miatt a végösszeg nagyobb lehet 100%-nál). Vallásuk szerint 38,2% volt római katolikus, 13,7% református, 0,4% evangélikus, 0,4% görög katolikus, 0,4% egyéb keresztény, 1,7% egyéb katolikus, 17,2% felekezeten kívüli (27,5% nem válaszolt).

## Nevezetességei
A falu jelentős látnivalója az 1821-ben épült (más források szerint 18. századi) barokk stílusú református templom, mely a források szerint már a negyedik templom volt. Végleges formáját az 1884-ben végzett felújítások során érte el. A mellette lévő volt lelkészi lakásban a református egyház nyaranta ifjúsági táborokat szervez.
A település melletti szőlőhegy egyik 19. századi présháza a népi építészet kiemelkedő emléke, műemléki védelem alatt áll.
A zselici erdő fényszennyezéstől mentes belsejében, Zselickisfalud külterületén nyílt meg 2015-ben a Zselici Csillagpark, ahol egy csillagvizsgáló és különféle kiállítások várják az érdeklődőket. A csillagpark és a falu közötti, úgynevezett lobokai túraútvonal mentén található a millenniumi emlékhársas, amelyet 1896-ban ültettek: a 400 facsemete eredetileg ennek az évszámnak a számjegyeit formázta, mára azonban a fák nagy része elpusztult, illetve újabb fák nőttek a területen, így a számok nagyon nehezen vehetők csak észre.
A Zselickisfalud és Szilvásszentmárton közötti árvízcsúcscsökkentő tó turisztikai (horgászati) hasznosítása a kisfaludi oldalon tulajdonjogi problémák miatt nem valósult meg,  a szilvásszentmártoni oldali, jól felszerelt (padok, világítás, filagória, mosdók) sétány azonban a faluból 10 perces sétával elérhető.

## Turisztika

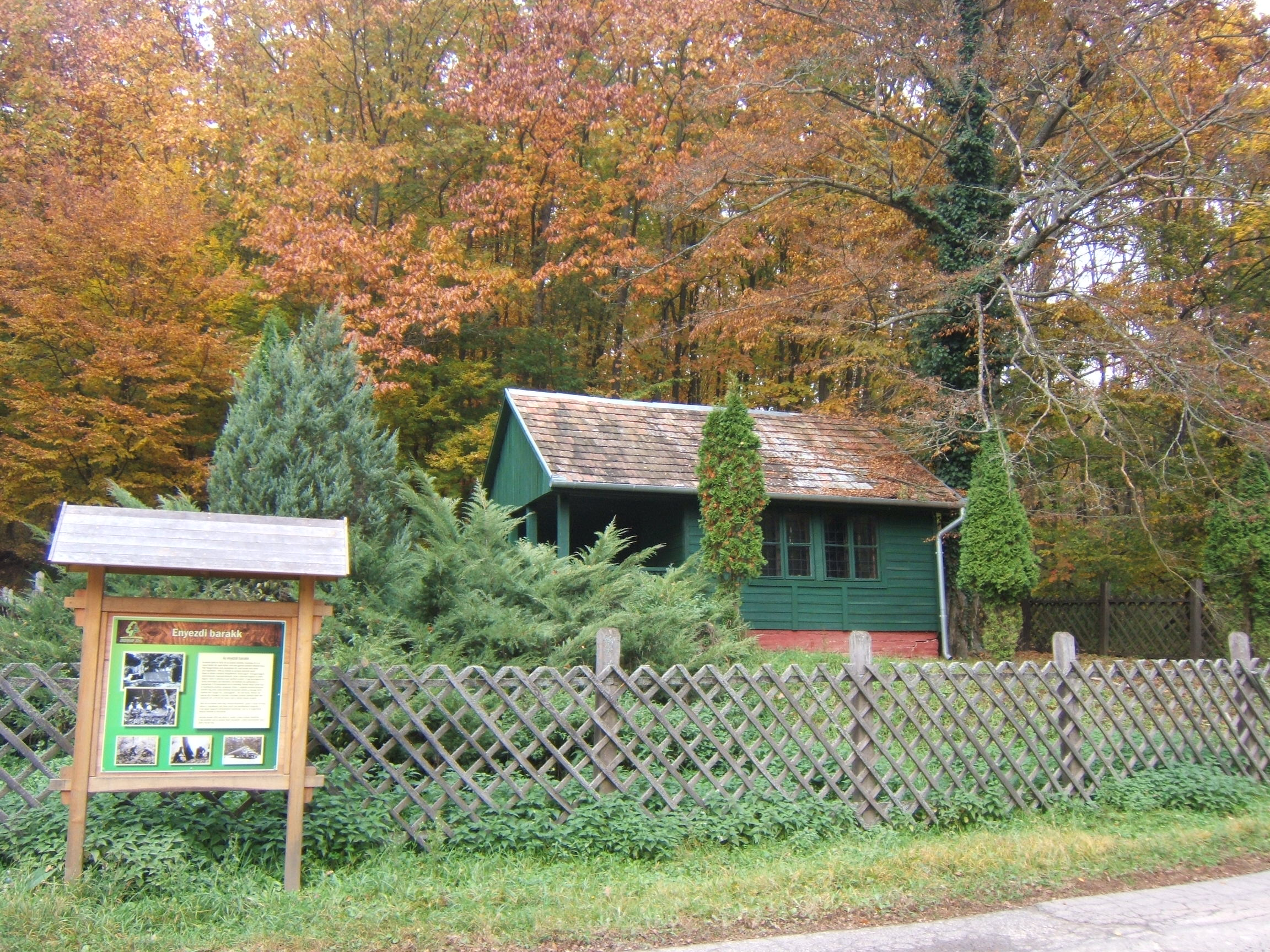
Az enyezdi barakk

A faluban erdei iskola is működik, de a Vándor Turistaház és az erdő mélyén található kardosfai szálloda is várja a Zselicbe kiránduló vendégeket. Itt halad át a Rockenbauer Pál nevéhez fűződő dél-dunántúli kéktúra útvonala, valamint az erdőkben számos más turistautat is kijelöltek.
Szintén Zselickisfalud külterületén, az erdőben, a Bőszénfát és a Bárdudvarnokhoz tartozó Lipótfát összekötő erdészeti út mellett áll az úgynevezett enyezdi barakk (régi feljegyzésekben: deszkabódé), egy kis faház, amely eredetileg az 1920-as vagy az 1930-as években épült favágók szálláshelyeként. Ekkor még 10–12 méter hosszú volt, és lapostetős, de az 1960-as években új, cserepes sátortetőt építettek rá. A többségében Kishárságyról, Somogyhárságyról, Zselickisfaludról és Kaposszerdahelyről érkező favágók télen itt szálltak meg, általában hetente két alkalommal jártak csak haza. Az épületben található emeletes vaságyakon összesen 8 ember fért el. Petróleumlámpával világítottak, vizet a közeli forrásokból, például a hárságyi domboldal Csurgós-kútjából vagy a szúnyoggödri forrásból hoztak (mindennap más-más hordta a vizet), de a barakkal szembeni, legelőként használt rét kútjából csak az állatokat itatták. 1964–1965-ben épült meg az út Bőszénfa irányába, majd az épület lassan használaton kívülre került és romlásnak indult. Ablakait és kályháját azonban megmentették, és 2003-ban felhasználták őket az újjáépített faház felépítéséhez.